# 十二單
十二單（日语：／ Jūnihitoe），官方正式名称为五衣唐衣裳，是日本公家女性傳統服飾中最正式的一种。于平安時代的10世纪后开始被作为贵族女性的朝服，现代是日本皇族女子在即位礼、结婚式、御大礼、祭祀等大礼场合的正式礼服。
十二單的名称首見於《源平盛衰記》。一般由5~12件衣服组合而成。按照不同季节，穿着人的身份和场合，十二單衣的颜色和花纹有特定的复杂搭配。

## 历史沿革
- 薬師寺吉祥天裳唐衣画像
- 奈良时代的裳唐衣
- 佐竹本三十六歌仙伊勢像
- 狩野探幽絵歌人伊勢

十二单的原型是奈良时代《養老律令》规定的贵族女性的朝服裳唐衣，由背子、大袖、小袖组成。平安初期以降，开始出现晴装束，由唐衣、裳、表衣、打衣、袿、单、绯袴组成的礼服。袿不是一件衣服，而是有18-20重。室町時代以後定为五重衣。女房装束略装则省略唐衣、裳。平服称为袿袴（うちきばかま），包括小袿和裳袴。十二单谓之物具，包括内衣、白小袖、打袴、单衣、打衣、五衣、表衣、唐衣、裳。皇后的御儀服则由帛御服（はくのごふく），御五衣（おんいつつきぬ）、御唐衣（おんからぎぬ）、御裳（おんも）、御小袿（おんこうちぎ）、御長袴（おんながばかま）组成。
- 明治天皇嫡母英照皇太后
- 梨本宮妃伊都子
- 恆久王妃昌子內親王
- 香淳皇后
- 后来的华族十二单
- 北白川宮永久王祥子妃結婚儀
- 皇后美智子結婚儀御五衣·御唐衣·御裳皇后美智子結婚儀御五衣·御唐衣·御裳
- 大垂髪、钗子平额
- 2019年出席德仁天皇即位之禮的秋篠宮皇嗣妃紀子

現代宮中女房装束簡略化为袿袴。明治十七年（1884）十一月颁布宫中席次第三阶以上华族女子大礼服制度，袿袴包括一褂、一单、一服、一袴、一发、一扇、一履。冬天的面料为唐织，夏天的面料为二重织的纱。大正四年7月24日，皇室令第八号将袿袴定为女官宫中觐见法服。
- 土佐光起絵源氏物語
- 明治天皇生母中山慶子袿袴姿
- 明治天皇皇后昭宪皇太后袿袴姿
- 大正天皇生母柳原愛子袿袴
- 嵯峨浩結婚儀袿袴姿
- 和子内親王結婚儀袿袴姿

## 组成
- 長袴：下身贴身的裙裤，已婚者用红色，未婚者用浓色。早期质地为平绢，后来为丝绸。现在又分带褶的长袴和无褶的表袴。
- 小袖：上身最内层的中衣，一般为白色短衣。
- 单衣：穿在小袖外面，多为绫、绢制作。
- 五衣：又称为重袿，[7]穿在单衣外面，有色彩浓淡搭配的衣服。原来为五层不同颜色的衣服，后来简化为同一件衣的开口处缝五层布料而成。
- 打衣：穿在五衣外面，质地坚挺的一层。最早的作用是御寒。因原来衣上有用木砧捶打出来的纹样而得名。
- 表衣：打衣外面垂领广袖的外袍，有华丽的刺绣，经常分表里两层。
- 唐衣：又称为背子，表衣外面的华丽短褂。[8]近代唐衣遗品有和宮降嫁的衣料。明治時代以降，唐衣依照熊野速玉大社神宝古様。[9]
- 裳：颜色鲜艳，围在后腰的长裙，多为绫或纱所制。分为三个部分：后背自腰向下为“大腰”，向后直至拖地的八幅折裙为“延腰”，系于腰间部分为“小腰”。
- 衵扇：彩绘并饰有金银箔的木扇。

## 衣着顺序
十二单的穿着顺序为内衣、白小袖、打袴；次加单衣、打衣、五衣、表着；再加唐衣、裳。
- 源氏物語絵巻五衣唐衣裳
- 源氏物語絵巻
- 源氏物語絵巻
- 源氏物語絵巻五衣唐衣裳
- 藤原彰子
- 紙本著色紫式部日記絵巻